# Museo de historia natural de Mauricio
Museo de historia natural de Mauricio o el Museo de historia natural de la isla de Mauricio (en francés: Musée d'histoire naturelle de l'île Maurice; anteriormente Museo Desjardins) es un museo situado en Port Louis, capital de Mauricio. Es el museo más antiguo del país del sur de África. La primera planta también alberga el Instituto de Mauricio.  
El Museo Desjardins abrió sus puertas al público en 1842, con la colección del naturalista y zoólogo Julien Desjardins tomada en 1840 después de su muerte.  Luego se instaló en un edificio ahora registrado como monumento histórico y construido entre 1880 y 1884, frente al jardín de la Compañía, en el centro histórico de la capital.  
El museo tiene una colección de más de 35.000 especímenes de especies animales y vegetales, así como muestras geológicas.  Más de 3000 piezas son muestras únicas, porque ahora desaparecido de la superficie de la tierra .  Finalmente 578 especies de flora endémicas de Mauricio se exhiben en tres salas de la planta baja.